# Unrealized Songs
Unrealizes Songs es un álbum recopilatorio de diez canciones, algunas en vivo, demos, y una versión en francés de la canción "Papillon" de la banda finlandesa de power metal Stratovarius, publicado en agosto de 2005 a través de Sanctuary Records.

## Canciones
1. "Black Diamond (Demo Version)" - 5:08
2. "Find Your Own Voice (Demo Version)" - 4:44
3. "Hold On To Your Dream (Acoustic Live)" - 3:01
4. "Hunting High And Low (Demo Version)" - 4:19
5. "Karjalan Kunnailla (Live)" - 1:21
6. "Liberty (Demo Version)" - 6:07
7. "Melennium (Demo Version)" - 4:08
8. "Papillon (French Version)" - 7:01
9. "Solitude" - 4:46
10. "We Hold The The Key (Live)" - 7:45

## Miembros
- Timo Kotipelto - voces
- Timo Tolkki - guitarra
- Jari Kainulainen - bajo
- Jens Johansson - teclado
- Jörg Michael - batería